# ステファン・トシェフ

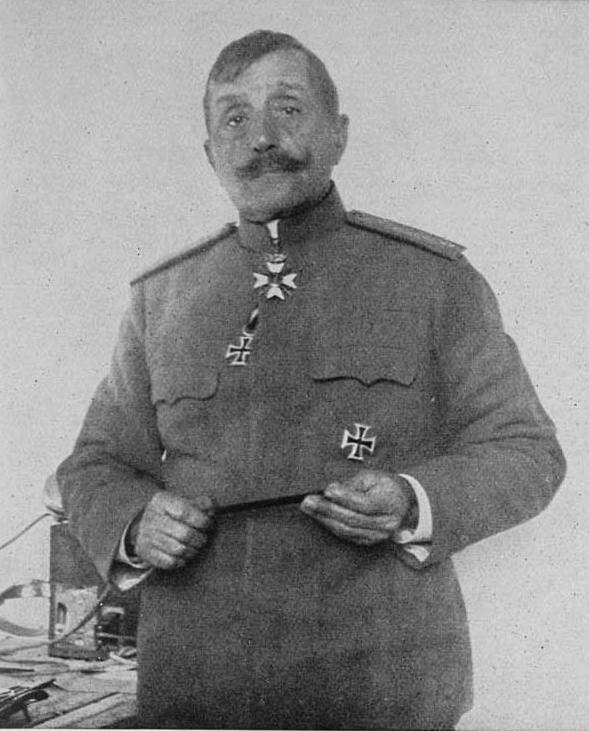
ステファン・トシェフ

ステファン・トシェフ（Стефан Тошев；1859年12月18日 - 1924年11月27日）は、ブルガリアの軍人。歩兵大将。
スタラ・ザゴラ出身。第8後備義勇隊の義勇兵として1877年～1878年の露土戦争に従軍。1879年、ソフィアの軍事学校で教育を受け、第6歩兵スタラ・ザゴラ義勇隊に配属。1881年、アレクサンドル公の侍従となる。1884年から第7歩兵プラニン義勇隊の中隊長。1885年のセルビア・ブルガリア戦争時、第3歩兵ブジン連隊を指揮し、その後、第3歩兵ブジン連隊を一時的に指揮。1890年から第7歩兵プレスラヴ連隊、第8歩兵沿海連隊を指揮し、1899年から第2トラキア歩兵師団第2旅団長、1909年から第1ソフィア歩兵師団長。
1912年～1913年の第一次バルカン戦争時、第1師団を率いてトラキア戦区で行動し、ゲチケンリ及びセリオルで勝利を収め、チャタルジン陣地の戦闘に参加した。1913年の第二次バルカン戦争時、第5軍司令官となり、キュステンジルで行動した。終戦後、第3軍管区、1915年、第5軍管区を指揮。
ブルガリアの第一次世界大戦参戦後、第5軍管区に基づきルーマニアとの国境を担当する第3軍（第4プレスラヴ、第5ドナウ師団、第3騎兵旅団等）が編成され、その司令官となった。ルーマニアの参戦後、第3軍は第1ソフィア、第6ブジン歩兵師団、第1騎兵師団により増強され、約14万人の兵員を数えた。1916年12月、ステファン・ネレゾフ将軍と交代。1918年、マケドニア総督に任命され、1918年6月、ストルムで行動する第4軍を指揮した。
1919年、退役。
「1877年～78年の解放戦争」（1902年）、「1885年戦争書簡」（1895年）等の著作がある。